# Usina Hidrelétrica Dardanelos
A Usina Hidrelétrica Dardanelos é uma usina hidrelétrica no Rio Aripuanã, no município homônimo, estado de Mato Grosso. A capacidade elétrica instalada total é de 261 MW sendo composta por 4 unidades de 58 MW e 1 unidade de 29 MW, enquanto criou um reservatório de 0,24 km², possuindo a melhor relação entre área inundada e quantidade de energia produzida entre as usinas do Brasil.
A usina recebeu investimentos de cerca de 745 milhões de reais, sendo responsabilidade do consórcio Energética Águas da Pedra formada pelo Grupo Neoenergia (51%), Eletronorte (24,5%) e Chesf (24,5%).

## História
O processo de viabilidade ambiental foi iniciado em 2003 pela Eletronorte, o leilão de aproveitamento hidrelétrico foi realizado em 10 de outubro de 2006 tendo como vencedor o consórcio formado pelas empresas da SPE Energética Águas da Pedra. Em 3 de maio de 2007 a usina recebeu a licença de instalação iniciando as atividades de construção. 
Em janeiro de 2008 as obras são paralisadas pela Justiça de Aripuanã acatando o pedido do Ministério Público Estadual, mas as obras são retomadas em julho do mesmo ano. Em 27 de maio de 2010 a usina recebe a licença de operação e em 25 de julho do mesmo ano 300 índios de 11 etnias ocupam o canteiro de obras e mantêm 200 funcionários reféns. A operação comercial iniciou-se no dia 20 de agosto de 2011.